# Mike and the Mechanics
Mike and the Mechanics (estilizado: Mike + The Mechanics) es una banda británica de pop rock formada en 1985 como un proyecto secundario del músico Mike Rutherford, miembro fundador de la banda Genesis.
Inicialmente, la banda estaba formada por Rutherford (el único miembro constante), los vocalistas Paul Carrack y Paul Young, el tecladista Adrian Lee y el baterista Peter Van Hooke. Tras una década juntos, Lee y Van Hooke se apartaron en 1995 y no fueron reemplazados. Tras la muerte de Young en el año 2000, Carrack se convirtió en el vocalista principal hasta 2004, cuando la banda (que en ese momento era prácticamente un dúo) se disolvió. En 2010, el grupo resurgió con Rutherford como cabeza de cartel de un equipo completamente nuevo que incluía a los vocalistas Andrew Roachford y Tim Howar, al guitarrista Anthony Drennan, al saxofonista Luke Juby y al baterista Gary Wallis, formación que aún se mantiene vigente. Mike + the Mechanics han vendido más de diez millones de discos en todo el mundo. Algunas de sus canciones más populares son "Silent Running", "All I Need Is a Miracle", "Over My Shoulder", "The Living Years" y "Don’t Know What Came Over Me". 

## Historia de la banda
Mike + The Mechanics fue un proyecto de un grupo de amigos músicos que se unieron para hacer las canciones que les gustaban. Mike Rutherford era miembro de Genesis (banda que lideró Peter Gabriel y después Phil Collins) y en este nuevo proyecto era el encargado de la guitarra, el bajo eléctrico y los teclados. Paul Young era otro conocido músico que destacaba por sus actuaciones en vivo y que hacía las voces al igual que Paul Carrack, cantante y compositor de la mayoría de los temas de la banda.
Ese mismo año, 1985, llegó el primer álbum que se llamó simplemente Mike + The Mechanics, y que incluía tres canciones que se lanzaron como sencillos y que alcanzaron altos puestos en las listas anglosajonas. Estas eran "Silent Running", "Taken In" y "All I Need Is a Miracle". Se mantuvieron en las listas de éxitos hasta principios de 1986.
Durante ese 1986 la banda se tomó un receso que duraría casi dos años. Mike Rutherford volvió a Genesis y Paul Carrack retomó su carrera en solitario. 
En 1988 publican su siguiente disco, The Living Years, que cosechó más éxito que el primero, alcanzando el sencillo que daba nombre al álbum el número uno de los rankings. Nuevamente hicieron una pausa de varios años en los que cada uno continuó con sus propios proyectos, hasta que en 1991, volvieron a juntarse y acordaron lanzar un nuevo trabajo, que llevó por nombre "Word of Mouth", el que no funcionó tan bien como los dos primeros. El grupo es el mismo que grabó el disco anterior. 
La producción corre a cargo de Christopher Neil y Mike Rutherford, ejerciendo de ingeniero de sonido Nick Davis. Entre sus canciones sobresalen las baladas "The Living Years", "Nobody Knows" y "Why Me?". Para la canción "Black & Blue" colaboran los miembros de Genesis, Phil Collins y Tony Banks, y en los créditos figuran los coros de la King's House, que también aparecerán en su siguiente disco. A partir de este disco Paul Carrack tomará un rol cada vez más importante tanto en la interpretación como en la composición de las canciones.
De nuevo volvieron a hacer otra pausa, hasta 1995 cuando volvieron con su cuarto disco "Beggar on a Beach of Gold". El título del álbum se basa en el materialismo que según ellos caracterizó a la década de los 80. Este disco salió a la venta el 6 de marzo de 1995. El primer sencillo se llamó "Over My Shoulder" y fue producido por Mike Rutherford y por Christopher Neil, con quién también escribió otros temas del álbum. Aparte el disco también contenía versiones de los temas "You´ve Really got a hold on me" de Smokey Robinson y "I Believe" (When I Fall In Love It Will Be forever) de Stevie Wonder. El disco llegó a tener un moderado éxito en el Reino Unido, aunque consiguieron vender casi dos millones de copias de él en todo el mundo.
En 1996 pusieron a la venta un grandes éxitos. El 10 de mayo de 1999 se presentó en directo en Londres el nuevo disco de Mike & The Mechanics, que se llamó "M6", y que se puso a la venta el 24 de mayo. Su primer sencillo se llamó "Now that You´ve Gone" contaba con la producción de Brian Rawling, responsable del tema "Believe" de la cantante norteamericana Cher, considerada una de las grandes canciones de ese año. 
Los planes del grupo se vieron frustrados súbitamente el 15 de julio de 2000 cuando Paul Young falleció víctima de un paro cardiaco, en la localidad de Chester, Reino Unido, lo que hizo que Rutherford y Carrack se cuestionaran seriamente la continuidad del grupo.
Pese a ello, en años posteriores Mike & The Mechanics ha actuado en variadas giras por Europa, tanto en solitario como haciendo de teloneros en los conciertos de Phil Collins. En junio de 2004 presentaron en directo su último disco llamado "Rewired" en el cual Paul Carrack es el único vocalista principal, y participa de manera destacada en producción y composición, hasta el punto de que el disco sale bajo el nombre "Mike + the Mechanics + Paul Carrack". Este CD presenta una edición especial en formato DVD, en el que diversos artistas han representado en video las distintas canciones del disco.
Llegado el año 2011, Mike Rutherford se propone darle vida nuevamente a su proyecto solista, de esta forma recluta 2 nuevos miembros Roachford Andrew Roachford (de destacada actuación en el ámbito del R&B británico) y el canadiense Howar Tim Howar (actor y cantante). En abril de 2011 sale a la venta el nuevo álbum The Road, marcando el retorno a tareas de producción y composición de Christopher Neil. 
En el participan también el hijo de Mike (en percusión y batería) y Anthony Drennan, guitarrista que acompañó las actuaciones en vivo de Genesis con Ray Wilson. Con esta formación se desarrolla la gira Hit The Road Tour 2011 por Europa (UK, Alemania, Rumanía y Bulgaria), basada en el último disco, incluyendo por primera vez en el repertorio en vivo de la banda dos temas de Genesis (Follow You, Follow Me y I Can't Dance). 
Entre febrero y marzo del año 2014, la banda desarrolló la gira Living Years 25th Anniversary, con conciertos solo en el Reino Unido.
En abril del 2017 la banda presentó su disco Let Me Fly, seguida de una gira europea 2017-18, que volvía a incluir dos temas de Genesis en el repertorio (Land of Confusion y I Can't Dance, en este caso), además de uno de Roachford.
Justo dos años después, en abril de 2019, el grupo lanzó su noveno álbum, titulado Out of the Blue, incluyendo tres temas nuevos, y una nueva reinterpretación de algunos de sus grandes éxitos a lo largo de su trayectoria. Debutó en séptimo puesto de las listas británicas, convirtiéndose en el quinto álbum Top10 del grupo. La gira que acompañó este lanzamiento se denominó "Looking Back Over my Shoulder Tour", con citas en el Reino Unido, Alemania y Países Bajos, y repitiendo la inclusión de temas de Genesis (en este caso, los tres distintos interpretados en giras anteriores). Algunos de los conciertos fueron como teloneros de la gira "Still Not Dead Yet" de Phil Collins.
Una nueva gira llamada Refueled! (subtitulada "todos los éxitos y una gota de Genesis"), se ha anunciado para la primavera de 2023, con más de 30 citas confirmadas a lo largo de Gran Bretaña, además de algunos recitales en Alemania.

## Integrantes
|  | Integrantes actuales - Mike Rutherford – bajo, guitarras, coros (1985–2004, 2010–presente) - Anthony Drennan – guitarras, bajo (2010–presente) - Tim Howar – voz (2010–presente) - Luke Juby – teclados, coros, bajo, saxofón, silbato (2010–presente) - Andrew Roachford – voz, teclados (2010–presente) - Gary Wallis – batería (2010–presente; como músico de apoyo: 1995–2004) | Antiguos integrantes - Paul Carrack – voz, teclados, guitarras, batería (1985–2004) - Paul Young – voz, percusión, guitarra (1985–2000; su muerte) - Peter Van Hooke – batería (1985–1995; touring: 2004) - Adrian Lee – teclados (1985–1995) | Músicos de apoyo - Ashley Mulford – guitarra, bajo (1986) - Tim Renwick – guitarra, bajo, coros (1988–1996) - Jamie Moses – guitarra, bajo, coros (1999–2004) - Rupert Cobb – teclados (2004) - Owen Paul McGee – coros (2004) - Abbie Osmon – coros (2004) - Ben Stone – batería (2012) - Phillipp Groysboeck – batería (2016) |

Línea de tiempo

## Discografía
- 1985 - Mike and The Mechanics
- 1988 - The Living Years
- 1991 - Word Of Mouth
- 1995 - Beggar On a Beach Of Gold
- 1999 - M6
- 2004 - Rewired
- 2011 - The Road
- 2017 - Let Me Fly